# 이귀웅 정려
이귀웅 정려는 대한민국 충청남도 천안시 동남구에 있다. 1995년 5월 10일 천안시의 향토문화유산 제21호로 지정되었다.

## 개요
효자 이귀웅을 기리기 위한 정려이다.